# Peperomia cavaleriei
Peperomia cavaleriei är en pepparväxtart som beskrevs av C. Dc.. Peperomia cavaleriei ingår i släktet peperomior, och familjen pepparväxter. Inga underarter finns listade i Catalogue of Life.